# Agilquia

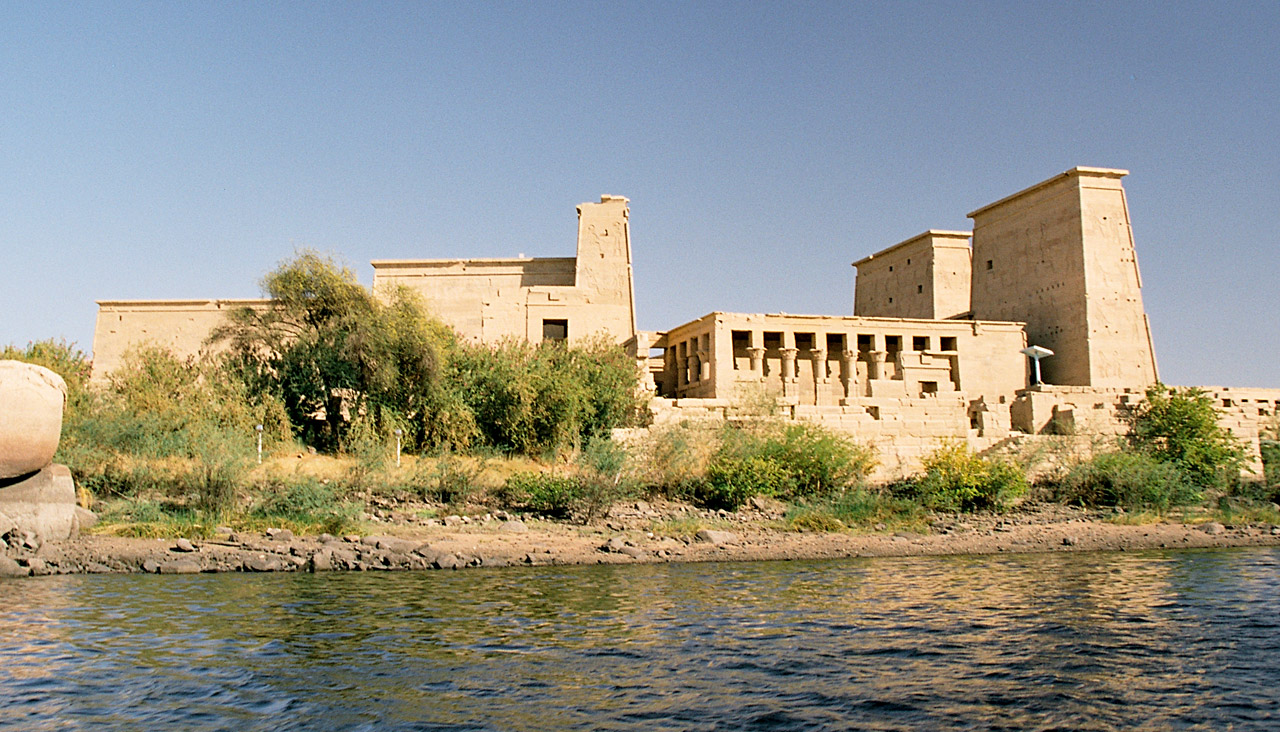
Templo de Filas na ilha de Agilquia

Agilquia (Agilkia) ou Agilica (Agilika) é uma ilha localizada no rio Nilo e local do complexo de templos do Antigo Egito de Filas no sul do Egito. Todo complexo foi desmontado e relocado de Filas para esta ilha quando a Represa de Assuã ameaçou inundar toda aquela área.
O local de pouso da sonda espacial Philae, pousador da nave Rosetta, no cometa 67P/Churyumov-Gerasimenko, foi batizado em homenagem à ilha, após um grande concurso para escolha do nome feito pela Agência Espacial Europeia – ESA, criadora da missão espacial.